# Still Life (Van der Graaf Generator)
Still Life è il sesto album in studio del gruppo progressive inglese dei Van der Graaf Generator.

## Tracce
1. Pilgrims – 7:12
2. Still Life – 7:24
3. La Rossa – 9:52
4. My room (Waiting for Wonderland) – 8:02
5. Childlike Faith in Childhood's End – 12:24

## Formazione
- Peter Hammill - voce, chitarra, pianoforte
- Hugh Banton - tastiere, basso elettrico
- Guy Evans - batteria
- David Jackson - sassofono, flauto